# Dublin (Georgia)
Dublin – miasto w Stanach Zjednoczonych, w stanie Georgia, w hrabstwie Laurens.